# موبرولول
كسيبرانولول وهو أحد حاصرات المستقبل بيتا الودي. يستخدم في علاج فرط ضغط الدم والقلق والماء الأزرق.